# Lukas McNally
Lukas McNally (* 1988) ist ein deutsch-australischer Komponist und Musiker aus Berlin.

## Kurzbiografie
Lukas McNally wuchs in Sydney, Australien auf und zog mit 15 Jahren nach Berlin, wo er seine Schullaufbahn beendete. Ab dem Alter von fünf Jahren erhielt er Klavierunterricht. Es folgten in der Jugend Kompositionsunterricht und Harmonielehre. Er spielte in zahlreichen Bands mit u. a. bei der deutschen Rockband Ton Steine Scherben.
Seine Arbeiten als freischaffender Musiker und Komponist in verschiedensten Projekten führten ihn im Laufe der Jahre zur Filmmusik, was heute sein hauptsächliches Wirken darstellt. In den Jahren 2020 und 2021 war er neben eigenen Arbeiten der musikalische Assistent des Filmkomponisten Ali N. Askin und konnte bei Projekten für Netflix, das öffentlich-rechtliche Fernsehen und für das Kino mitwirken. 
Sein Studio befindet sich im Funkhaus Berlin.

## Filmografie (Auswahl)
- 2019: Benzin
- 2019: Was der Mond rot aufgeht
- 2020: Barbaren
- 2021: Peterchens Mondfahrt
- 2021: Tatort: Die dritte Haut
- 2021: Made To Measure
- 2023: Act of Love (nominiert für beste Filmmusik bei den Kalasha International Film & TV Awards 2024)
- 2024: Onkel Fritz macht den Letzten (AT)